# José Pékerman
José Néstor Pékerman Krimen (pronunție în spaniolă [xoˈse ˈpekerman]; n. 3 septembrie 1949), este un antrenor de fotbal argentinian și fost fotbalist. José Pékerman a devenit faimos la selecționata de tineret a Argentinei, cu care a câștigat de trei ori Campionatul Mondial de Fotbal la tineret, și de două ori Campionatul sud-american U20. Apoi a antrenat echipa națională de fotbal a Argentinei la Campionatul Mondial de Fotbal 2006, iar din anul 2012 până în anul 2018 a antrenat echipa națională de fotbal a Columbiei, reușind calificarea echipei la Campionatul Mondal din 2014 și 2018 după o absență de 16 ani și ajungând până în sferturile de finală în 2014, record absoult pentru echipa Columbiei la un Campionat Mondial.

## Palmares

### Antrenor
Argentina U-20
- Campionatul sud-american U20 (2): 1997, 1999
- Campionatul Mondial de Fotbal U-20 (3): 1995, 1997, 2001

Argentina
- Cupa Confederațiilor FIFA

Finalist: 2005

### Individual
- Antrenorul sud-american al anului (2): 2012, 2013 [2]
- IFFHS Best National Coach of the Year Nominee (1): 2013 (5th) [3]

## Viață personală
După calificarea Columbiei la Campionatul Mondială din 2014 (după o remiză 3-3 acasă împotriva Chilei), Pékerman și-a exprimat bucuria că a putut ajuta Columbia să se întoarcă la Cupa Mondială pentru prima dată după o absență de 16 ani și considerând că această calificare a fost una dintre cele mai mari bucurii din viața sa.
În urma calificării Columbiei, Pékerman a primit cetățenia columbiană de la președintele Juan Manuel Santos, cu toate acestea, Pékerman nu a acceptat-o.
Ambele fete a lui Pékerman s-au născut în Medellin, Columbia, pe vremea când aceasta a activat ca jucător la Independiente Medellín.